# Книга буття українського народу

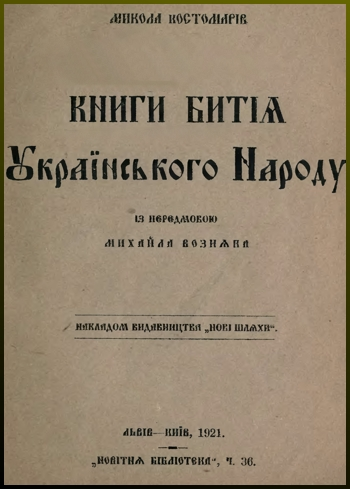
Обкладинка видання книги 1921 року

«Кни́га Буття́ Украї́нського Наро́ду» («Зако́н Бо́жий») — філософсько-релігійний трактат невстановленого авторства (більшість дослідників пов'язує його з Миколою Костомаровим), присвячений осмисленню української нації як важливої частини християнської історії. Відображав світогляд учасників таємної організації Кирило-Мефодіївське товариство. Написаний у формі біблійного оповідання.
Складається зі 106 параграфів, у яких всесвітню та українську історію викладено в розрізі історії християнства. Соціальна нерівність у творі пояснюється лицемірством панівного класу, який прийняв християнство, але продовжував гнобити народ. Підкреслюється зв'язок між минулим та майбутнім України, волелюбність українського народу визначається як його невід'ємна риса. Твір містить ряд положень щодо скасування кріпацтва, національної та соціальної нерівності, а також ідею об'єднання слов'янських народів у федеративну республіку з наданням кожному народові автономних прав. Автор постулює ідею непорушності національних прав українців. Україну він уважає центром об'єднання всіх слов'ян, народів, убачаючи в цьому її роль в історії людства.
У «Книзі буття українського народу» є ряд прогресивних положень, зокрема про необхідність ліквідації кріпосного права і національної нерівності, знищення дворянських привілеїв і станів, об'єднання слов'янських народів у федеративну республіку з парламентським ладом і з наданням кожному народу рівних прав і автономії. Разом з тим автори виходили з того, що українська нація являє собою особливу єдність, пройняту духом рівності і братерства, і вважали, що їй судилося повести за собою слов'ян до об'єднання.
«Книгу буття українського народу» знайдено під час обшуку в М. І. Костомарова у 1847. Відтоді твір знаходився в архівах Третього відділу (Власна Його Імператорської Величності канцелярія) в Санкт-Петербурзі, пізніше — у рукописному відділі Санкт-Петербурзької Академії Наук, де був виявлений у 1917 році. Уперше опублікований 1918 року в журналі «Голос минувшего».

## Обґрунтування ідеї
Обґрунтовуючи цю ідею, автор робить короткий екскурс в історію, розглядаючи її крізь призму історичних народів. Першими з них були євреї, які отримали від Бога закон, за яким усі були рівні і не мали царя. Але євреї обрали собі царя, і Бог відвернувся від них. Греки не мали царів, були вільні й рівні, але не мали й справжньої свободи, бо не знали єдиного Бога. Після спокутування Христом первородного гріха благодать перейшла від євреїв до греків, романців, німців та слов'ян. Слов'яни були наймолодшими й більше за всіх любили Бога, та попали в неволю до німців, татар і турків. Із часом постали три незалежні слов'янські царства — Польща, Литва й Московщина, які витворили собі царів і панів. Лише Україна «не любила ні царя, ні пана, а сотворила собі козацтво». Істинний українець будь-якого роду мав любити не царя, не пана, а лише Бога. Звідси випливає історична місія українського народу — рятувати слов'янство. Почавши боротьбу за власне звільнення й не прагнучи до панування над іншими, він сприятиме звільненню всіх народів від будь-яких форм гноблення й становленню форм співжиття, що базуватимуться на християнських принципах. У поглядах на державу автор виходив з того, що всяка влада походить від Бога й не може бути абсолютною, самодержавною. Обґрунтовуючи цю позицію, "Книга" знову посилається на історію. Старі слов'янські поняття про суспільний устрій, на його думку, визнавали єдиним джерелом загальної народної правди волю народу, присуд віча. При цьому давно вже виникла і вкоренилася ідея князя — правителя, третейського судді, встановителя порядку, захисника від зовнішніх і внутрішніх загроз. У Києві й Новгороді князь уважався атрибутом держави, але жителі його обирали й могли вигнати, якщо він не задовольняв вимог народу або зловживав владою.

## Концепція влади
Відповідно до «Книги Буття Українського Народу» Добро та Зло мають свої форми влади: Добро у формі служіння, Зло у формі панування. Влада-служіння є вираженням природи Бога, якою є любов. Вона виражається у тому, що Бог, люблячи людину хоче щоб їй було так само добре як йому. Звідси бере початок й ідея рівності, адже відкритий свободою зв'язок із Богом робить особистості однаково цінними. Влада-панування пов'язується з природою диявола, якою є гординя, що потребує принизити об'єкт влади для самолюбування та смакування власної величі та кращості. Звідси бере початок ідея нерівності, ієрархії та соціального розшарування. Розкрита «Книгою буття» ретроспектива історії показує, що влада-служіння є джерелом прогресу особистості та суспільства, а влада-панування — джерелом їхньої деградації.

## Оцінка московського царату
Приєднання України до московського царства оцінюється як наруга: 
|  | побачила Україна, що попалась у неволю, бо вона по своей простоті не пізнала, що там був цар московський, а цар московський усе рівно було, що ідол і мучитель. |

Цікавою є дослівна цитата з тексту твору, яка дає оцінку Катерині 2-й, у російському сприйнятті — вершині доброчесності та величі — як справжній негідниці: 
|  | А німка цариця Катерина, курва всесвітня, безбожниця, убійниця мужа свого, востаннє доконала козацтво і волю, бо, одібравши тих, котрі були в Україні старшими, наділила їх панств[ом] і землями, понадавала їм вольну братію в ярмо і поробила одних панами, а других невольниками |